# Предодређење
Предодређење или предестинација (лат: praedestinatio) је учење по коме су сва дешавања унапред предодређена судбином или Божјом вољом. Предодређеност не искључује потпуно слободну вољу и слободу деловања, већ их само ограничава и подређује божјој вољи, божјој милости, божјем промислу и божјем плану који има за сваког верника.

## Предодређење у хришћанству
Предодређење у хришћанско-теолошком смислу је Божја одлука по којој су неки људи унапред предодређени за вечно спасење, а други унапред осуђени на вечно проклетство. Предодређење се темељи на недокучивости Божјих намера и Божјег избора, али ипак постоје извесни знаци као нпр. они да некима „све иде на добро“ и да по томе они могу наслутити да су „Божји изабраници". Наговештаји ове доктрине налазе се код апостола Павла: „Јер Мојсију говори: кога ћу помиловати, помиловаћу, и на кога ћу се смиловати, смиловаћу се"; „Тако дакле нити стоји до онога који хоће, ни до онога који трчи, него до Бога који помилује“ (Рим. 8, 28; 9,15,16). Судбина постоји али се може сваког тренутка свесно преусмерити.
Учење о предестинацији, тј. о спасењу које не зависи од људске слободне воље него од божје милости, развио је свети Августин у расправи са Пелагијем, као консеквенцу свога учења о источном греху. Касније је у католичкој цркви ово учење одбачено, односно потиснуо га је римски семи-пелагијанизам. Калвин је учење о предодређености прихватио као догму и увео у реформисану цркву. Данас оно у протестантизму, а посебно калвинизму, представља једну од доминантних тема.

## Предодређење у исламу
У исламу, веровање у предодређеност (кадер) подразумева да је свезнајући Бог (Алах) одредио све што ће се десити. Он је створио створења према своме праисконском знању и мудрости. Њему је све познато и то је записано у „Левхимахфузу“. Алах је хтео да створења постоје и он их је створио и ништа се не дешава нити постоји без његове воље и стварања.